# 女必殺拳
『女必殺拳』（おんなひっさつけん）は、1974年8月31日に公開された日本の映画。監督は山口和彦、主演は志穂美悦子。女必殺拳シリーズ第1作目。
封切り時の同時上映作品は『極道VSまむし』（監督：中島貞夫、出演：若山富三郎・菅原文太他）。

## ストーリー
香港警察の麻薬捜査官・李万青が日本での捜査中、行方をくらませた。署長の毛は、万青の妹で少林寺拳法の達人・紅竜に、万青の捜索を依頼。応じた紅竜に対し署長は、横浜市に潜入している女捜査官・ファンシンとの接触を指示する。ファンシンは、動きを嗅ぎつけた何者かに紅竜の目の前で連れ去られかけたが、突如現れた腕の立つ男・響に救われる。
ファンシンを見失った紅竜は恩師の道場・東京道院を訪ね、協力を仰いだ。そこでは響が直弟子・絵美を相手に稽古をしていた。響は紅竜に、バレエ教師・しのぶのもとにファンシンをかくまったことを告げる。しのぶのバレエ教室をたずねた紅竜は、形見としてファンシンから万青のロケットペンダントを受け取るも、直後ファンシンは暗殺者の手によって絶命する。
ペンダントの中にはヘアピースに使われる人工の毛が数本入っていた。輸入商社・セントラル貿易はヘアピースの輸入販売を隠れみのにした麻薬密輸組織であり、社長・角崎の自邸地下にある秘密工場でヘアピースに麻薬の溶液を染み込ませ、香港へ送り返すことで密輸捜査を免れていた。万青はその秘密をつかんだために捕らわれ、証拠となるヘアピースの一部をファンシンに託したのだった。絵美はこの証拠を元に、横浜港のセントラル貿易の倉庫を襲い、ヘアピースを積んだトラックを奪おうとするが失敗する。これを受け、角崎は横浜の料理店主で紅竜・万青きょうだいのおじ・李玉堂を拉致し、紅竜をおびき出すため、万青が見つかったとのニセ電話をかけさせる。万青に会うために廃工場をたずねた紅竜は角崎の雇った殺し屋たちの襲撃に遭うが、返り討ちにする。角崎のたくらみを察し、玉堂宅に急行した紅竜は、殺し屋に襲われたために瀕死となった玉堂を目の当たりにする。玉堂は、角崎邸の地下牢に万青が閉じ込められていることを明かし絶命する。
紅竜は横浜港からトラックに忍び込んで角崎邸へ向かい、麻薬を大量に打たれて瀕死状態の万青を見つけて救出するが、そこに現れた殺し屋・赤沢の狙撃によって万青は絶命。怒りが爆発した紅竜は赤沢を倒すも、仕掛けられた罠によって角崎に捕らわれる。なんとか脱出に成功した紅竜は、加勢にやって来た絵美、しのぶ、響とともに一味を一網打尽にした。

## キャスト
- 李紅竜：志穂美悦子
  - 少林寺拳法を操る少女。日本人の母と香港人の父の間に生まれ、日本で修行したことから、日本語に堪能である。
- 早川絵美：早川絵美（新人[1]）
  - 少林寺拳法東京道院の門弟。響とともに万青の捜索に協力する。
- 李万青：宮内洋
  - 紅竜の兄で、香港警察の麻薬捜査官。角崎一味に捕らわれて新造麻薬の実験台にされ、一度は紅竜に救出されるも、赤沢に倒される。
- 湖城しのぶ：大堀早苗
  - 響のガールフレンドで、バレエ教師。ファンシンを保護する。「琉球湖城流空手」の宗家でもあり、ファンシンを狙う犬走の一味を返り討ちにした。
- 犬走一直：石橋雅史
  - 東京道院と敵対する少林寺拳法の使い手。紅竜・響らを消そうとする角崎に協力を申し出る。響に倒される。
- 藤田徹道：内田朝雄
  - 万青の下宿先だった少林寺拳法東京道院館長。紅竜・万青きょうだい、響、絵美の師匠。
- 角崎重臣：天津敏
  - セントラル貿易の社長にして、麻薬組織のボス。武術に長け、鉤爪を武器に戦うも紅竜に敗れる。

- 李玉堂：近藤宏
  - 紅竜・万青きょうだいのおじで、中華料理店の経営者。店の運営資金を角崎一味から借りたことで逆らえなくなり、万青の拉致や紅竜の襲撃に加担する。秘密を明かそうとしたところを鉄頭僧に暗殺される。
- 赤沢剛丸：日尾孝司
  - 角崎の側近・林が独自に雇った殺し屋。ニードルガンが武器。
- 大林友幸：小菅秀男
  - 東京道院の門弟。
- 内藤剛：佐藤一司
  - 東京道院の門弟。
- 村上：佐藤晟也
  - 角崎の側近。玉堂の娘・麗子を手篭めにする。
- 林亮三：山本昌平
  - 角崎の側近で棒手裏剣の使い手。紅竜に首を180度ねじられ倒される。
- 黒川：土山登士幸
  - 角崎の側近。
- 上江州鉄心：小池良一
  - 角崎の雇った殺し屋。「沖縄古武道二丁鎌」の達人。ただし作中では鎌術の鎌でなく鎖鎌やサイを用いた。ファンシンを拉致しようとするも紅竜に返り討ちに遭い、片目を失う。角崎邸で再戦し倒される。
- スピンゲル（佐倉）：斉藤一之
  - 角崎の雇った殺し屋。「蒼心流武術」の使い手。ヌンチャクの達人。紅竜を廃工場におびき出すも勝負がつかず、角崎邸で再戦し倒される。
- エバ・パリッシュ：エバ・パリッシュ
  - 角崎の雇った殺し屋。南半球空手チャンピオン。なぜかラストを含む戦闘シーンに一度も登場しない。
- アマゾネス7 - アマゾネス・セブン（タイ女子キックボクサー）
  - クレジット表記ママ。角崎の雇った殺し屋。玉堂たちを襲撃するも絵美らに倒される。演じたのは7人の女子キックボクシング選手たちで、個別のクレジットはなし。
- 馬八元：南俊夫
  - 角崎の雇った殺し屋。「日本元流棒術」の四段。紅竜を廃工場におびき出すが倒される。
- ネレー：久地明
  - 角崎の雇った殺し屋。「中国古武道トンファ」の使い手。紅竜を廃工場におびき出すが倒される。
- 毛楊徳：相馬剛三
  - 香港警察の署長。紅竜に万青の捜索と麻薬組織壊滅を依頼。
- 李治郎：南城竜也
  - 玉堂の息子で、麗子の兄。拳法の心得がある。
- ファンシン：謝秀容
  - 香港警察の麻薬捜査官。角崎一味が経営する横浜のナイトクラブにホステスとして潜入し、麻薬漬けにされた。一度は一味から逃れたが、鉄頭僧に暗殺される。
- （役名なし）：山本良々
  - 角崎の情婦。
- 李麗子：橘まみ
  - 玉堂の娘で、治郎の妹。角崎一味に捕らわれる。
- 志村：亀山達也
  - 角崎の手下。
- ジャパンアクションクラブ（JAC）
  - 犬走の手下：高橋健二（クレジットなし）
- 鉄頭僧：溝口久夫
  - 角崎の雇った殺し屋。「高砂流吹矢」の使い手。モヒカン刈りとマントがトレードマーク。ファンシンや玉堂を暗殺する。
- 桜井正明：山浦栄
  - 東京道院の高弟。
- 木崎：宮地謙吾
  - 犬走一直の手下。
- （役名なし）：畑中猛重
  - 序盤で紅竜に言い寄るチンピラのひとり。マドロス帽の男。
- 中島：沢田浩二
  - 角崎の手下。
- （役名なし）：西本良治郎
  - 序盤で紅竜に言い寄るチンピラのひとり。アロハシャツの男。
- 吉川：高月忠
  - 犬走一直の手下。
- 浜野：清水照夫
  - 角崎の手下。
- クレジットなし
  - 喫茶店店主：佐川二郎
  - 麻薬開発員：泉福之助

- 響征一：千葉真一
  - 藤田の親友の息子で、東京道院の高弟。ファンシンを救出する。

## スタッフ
- 監督：山口和彦
- 企画：吉峰甲子夫
- 脚本：鈴木則文、掛札昌裕
- 撮影：中島芳男
- 録音：長井修堂
- 照明：元持秀雄
- 美術：中村修一郎
- 音楽：菊池俊輔
- 編集：田中修
- 助監督：深町秀煕
- 記録：高津省子
- 擬斗：日尾孝司
- スチール：藤井善男
- 進行主任：志村一治